# 김진규 (소설가)
김진규(1969년-)는 소설 '달을 먹다'으로 등단한 대한민국의 소설가이다. 수원 화성(華城)이 내려다보이는 여학교를 다니면서 역사에 관심을 가지면서 자연스레 출판에도 관심을 두어 잠시 출판사에 다니기도 하였으나 결국 졸업하던 해 가을에 결혼하고 나서 조선 영조·정조 시대의 사랑 이야기를 그린 장편소설 《달을 먹다》로 제13회 문학동네소설상을 수상하며 2007년 문단에 데뷔하였다. 영남일보 부설 한국스토리텔링연구원 초빙연구위원을 역임하기도 했다.

## 학력
- -1992년 한국외국어대학교 이란어학과 졸업

## 작품
- 2007년 《달을 먹다》
- 2009년 산문집《모든 문장은 나를 위해 존재한다》
- 2009년 장편소설《남촌 공생원 마나님의 280일》
- 2010년 장편소설《저승차사 화율의 마지막 선택》

## 수상
- 2007년 제13회 문학동네소설상